# Танаджиб – Хурсанія
Танаджиб – Хурсанія – трубопровідна система, що входитиме до інфраструктури саудійського газопереробного заводу Танаджиб, запуск якого запланований на 2025 рік.
До складу ГПЗ Танаджиб входитиме установка фракціонування гомологів метану, отримані на якій етан, пропан, бутан та пентан транспортуватимуть по трубопроводам Танаджиб – Джубайль та Танаджиб – Маніфа. Втім, передбачили і можливість видачі нефракціонованої суміші С2+, для чого передбачений трубопровід TNKJNGL-1 (Tanajib Khursaniyah Juaimah Natural Gas Liquids-1) довжиною 107 км та діаметром 400 мм. В кінцевій точці він зможе передавати ресурс до трубопроводу Хурсанія – Джуайма.